# ロバート・ハークネス
ロバート・ハークネス（Robert Harkness FRS FRSE FGS、1816年7月28日 - 1878年10月4日）はイギリスの地質学者である。アイルランドのクイーンズ・カレッジ・コーク（現在のユニバーシティ・カレッジ・コーク）の教授を務めた。

## 略歴
ランカシャーのオルムスカーク(Ormskirk)に生まれた。家族とスコットランドに移り、ダンフリーズの高校を卒業した後、エディンバラ大学で学び、ロバート・ジェイムソンやジェームズ・フォーブズの講義を受け、地質学に興味を持った。故郷の地域の地質を調べ、1843年に石炭紀の気候についての研究をマンチェスター地質学会で発表した。1848年にダンフリーズに移り、スコットランドのシルル紀の地質研究などをした。
1853年に鉱物学者のウィリアム・ニコルの後任としてアイルランドのクイーンズ・カレッジ・コークの教授に任命された。1856年には王立協会フェローにも選ばれた。アイルランドの地質調に関する論文を執筆し、余暇にはイングランドに戻り、湖水地方の地質調査に参加し、イギリスの学会に参加した。1854年にジョン・ハットン・バルフォアの推薦でエディンバラ王立協会のフェローに選ばれた。
1876年にクイーンズ・カレッジ・コークの組織が変わり、地質学、古生物学などの他に、動物学、植物学の講義を行わなければならなくなった。新しい仕事の負担が重荷で、大学をやめ、その後しばらくしてダブリンで没した 。